# Bezděkov (Velká Bíteš)

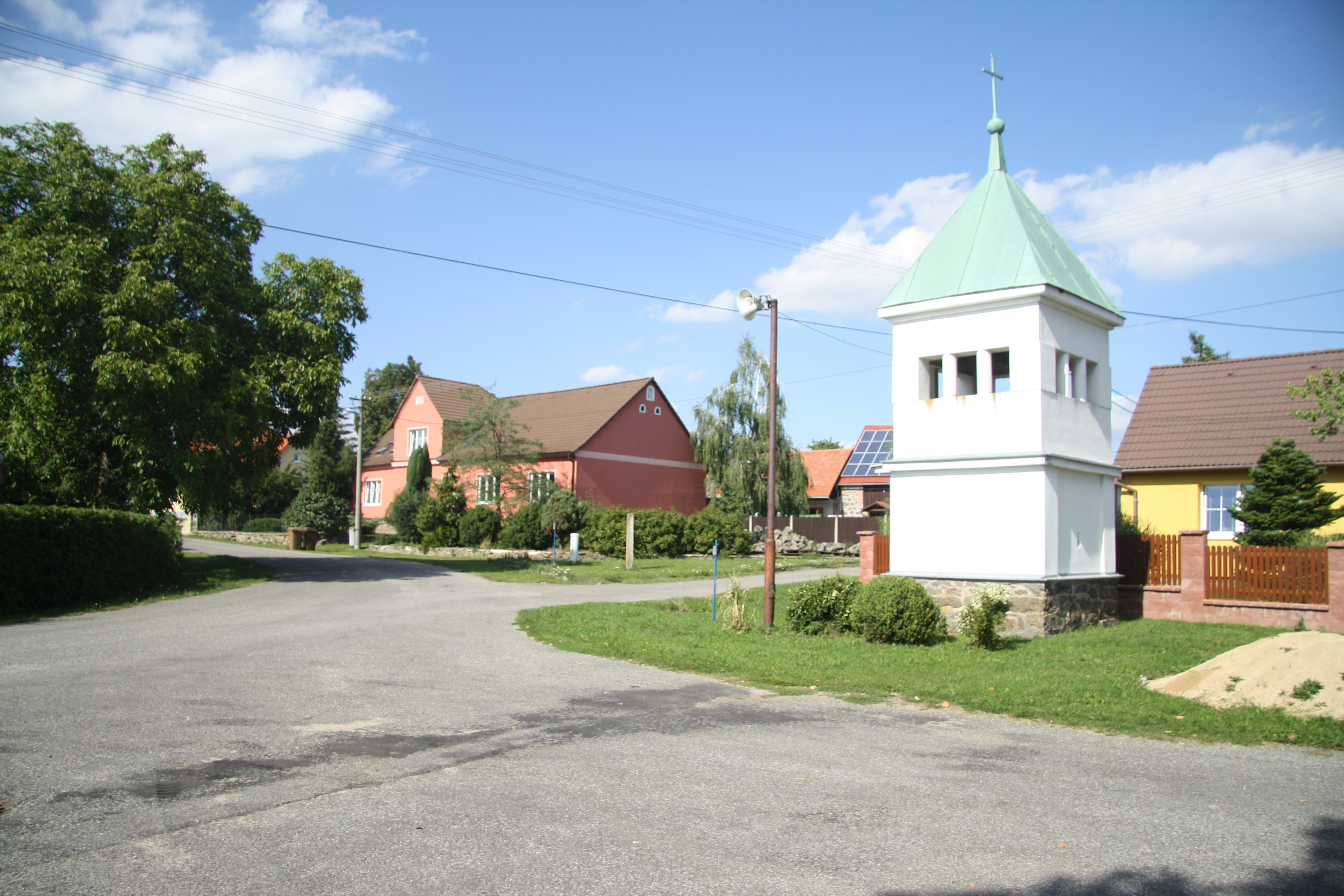
Ortszentrum mit Glockenturm

Bezděkov (deutsch Enkenfurt) ist ein Ortsteil der Stadt Velká Bíteš in Tschechien. Er liegt vier Kilometer nordwestlich von Velká Bíteš und gehört zum Okres Žďár nad Sázavou.

## Geographie
Bezděkov befindet sich rechtsseitig über dem Tal der Bítýška auf einer Hochebene in der Křižanovská vrchovina (Krischanauer Bergland) im Süden der Böhmisch-Mährischen Höhe. Nördlich erhebt sich der Duforty (561 m n.m.), im Süden der Chocholáč (516 m n.m.) und südwestlich der Koní vrch (526 m n.m.). Am südlichen Ortsrand verläuft die Staatsstraße II/602 zwischen Velká Bíteš und Velké Meziříčí, dahinter die Autobahn D 1. 
Nachbarorte sind Záblatí und Osová Bítýška im Norden, Vlkov, Na Královce, Radostínský Mlýn, Březské und Křižínkov im Nordosten, Krevlický Dvůr, Rasovna und Křoví im Osten, Nové Sady, Košíkov und Demáčky im Südosten, Jestřabí, Jasenice und Březka im Süden, Holubí Zhoř im Südwesten, Jáchymov im Westen sowie Křeptovský Dvůr und Ruda im Nordwesten.

## Geschichte
Die erste urkundliche Erwähnung des Hofes Wezdichow erfolgte im Jahre 1355 im Zuge eines Grundstücksverkaufs durch Mikuláš von Bezděkov an Jindřich von Loučky. Das Gut Bezděkov war Sitz der Zemanen von Bezděkov; ein gleichnamiges Dorf wurde nie erwähnt. 1371 überschrieb Jindřich von Bezděkov die Hälfte des Hofes seiner Frau Anna als Morgengabe. Jan von Bezděkov verkaufte den Hof im Jahre 1378 an Václav und Jan von Křenářov. Später wechselten sich verschiedene Vladiken und Zemanenfamilien als Besitzer von Bezděkov ab. Mikuláš von Zhoř überließ 1466 einen Teil des Hofes dem Matěj von Březí. Zwischen 1481 und 1504 ist Jan von Bezděkov und Otěchleby als Besitzer des Hofes nachweislich. Nach dem Erlöschen des nahe gelegenen Dorfes Otěchleby hielten die Herren von Otěchleby den Hof Bezděkov noch ein Jahrhundert. 1539 wurde Matěj Ryšaví als Besitzer aufgeführt; 1604 gehörte er Pavel und Tobiáš Ryšaví. Der Hof Bezděkov erlosch während des Dreißigjährigen Krieges, Johann Baptist Verda von Verdenberg schlug die Fluren seiner Grafschaft Namiest zu.
1737 gründete der Besitzer der Grafschaft Namiest, Wenzel Adrian von Enkevoirt, auf den Bezděkover Fluren die nach ihm benannte Kolonie Enkenfurth. Der Ort wurde als Gassendorf mit einem Glockenturm und einem Teich angelegt. Die Kinder besuchten die Schule in Groß Bittesch. 1805 wurde Enkenfurt als Ersatz für Březí nach Ossowa Bittischka umgeschult.
Im Jahre 1837 bestand das im Znaimer Kreis neben der Iglauer Poststraße gelegene Dorf Enkenfurt aus 18 Häusern, in denen 146 Personen lebten. An der Poststraße bestand ein Wirtshaus. Pfarr- und Schulort war Groß Bittesch. Bis zur Mitte des 19. Jahrhunderts blieb Enkenfurt der Fideikommissgrafschaft Namiest untertänig.
Nach der Aufhebung der Patrimonialherrschaften bildete Enkenfurt ab 1849 eine Gemeinde im Gerichtsbezirk Groß Bittesch. Ab 1869 gehörte Enkenfurt zum Bezirk Groß Meseritsch. Zu dieser Zeit hatte das Dorf 145 Einwohner und bestand aus 22 Häusern. Im Jahre 1900 lebten in Enkenfurt 142 Personen; 1910 waren es 125. Beim Zensus von 1921 lebten in den 22 Häusern der Gemeinde 106 Personen, davon 105 Tschechen. Im Jahre 1930 bestand Enkenfurt aus 23 Häusern und hatte 116 Einwohner. 1931 erhielt die Gemeinde den neuen tschechischen Namen Bezděkov. Zwischen 1939 und 1945 gehörte Bezděkov / Enkenfurt zum Protektorat Böhmen und Mähren. 1948 wurde die Gemeinde dem Okres Velká Bíteš zugeordnet. Im Jahre 1950 hatte Bezděkov 96 Einwohner. Im Zuge der Gebietsreform und der Aufhebung des Okres Velká Bíteš wurde die Gemeinde am 1. Juli 1960 dem Okres Žďár nad Sázavou zugewiesen. Am 1. Juli 1980 erfolgte die Eingemeindung nach Velká Bíteš. Beim Zensus von 2001 lebten in den 29 Häusern von Bezděkov 58 Personen. Zu Beginn des Jahres 2010 hatte das Dorf 62 Einwohner.

## Gemeindegliederung
Der Ortsteil Bezděkov bildet den Katastralbezirk Bezděkov u Velké Bíteše.

## Sehenswürdigkeiten
- Glockenturm auf dem Dorfplatz